# Geoffrey Kirui
Geoffrey Kipkorir Kirui  (Nyeri, 16 de fevereiro de 1993) é um fundista queniano, campeão mundial da maratona. Conquistou a medalha de ouro no Campeonato Mundial de Atletismo de 2017, em Londres, Inglaterra.